# Oxyopes obscurifrons
Oxyopes obscurifrons là một loài nhện trong họ Oxyopidae.
Loài này thuộc chi Oxyopes. Oxyopes obscurifrons được Eugène Simon miêu tả năm 1910.